# ويكيبيديا الطالشية
ويكيبيديا الطالشية هي النسخة الطالشية من مشروع ويكيبيديا، الموسوعة الحُرَّة. بدأت النسخة في أغسطس 2023.
في هذا الويكي، تُكتب اللغة الطالشية، بالخط اللاتينية ويمكن قراءتها أيضًا بالخط السيريلي. اليوم، تضم ويكيبيديا الطالشية 3727 مستخدمًا مسجلًا، و 2 مشرفين، و 9055 مقالة.

## وصلات خارجية
- ويكيبيديا الطالشية

## أنظر أيضا
- ويكيبيديا
- اللغة الطالشية